# The ballad of buckethead
The ballad of buckethead es una canción del reconocido guitarrista buckethead. Es la tercera pista de su álbum de 1999 Monsters and Robots. Es una de las pocas canciones de buckethead en la que tiene vocalista (que en este caso sería el bajista de Primus, Les Claypool) y un video.

## Canción
La canción nombra la vida de buckethead al no tener amigos, constantemente nombra a los pollos (que casualmente en la canción se escuchan pollos) y al último verso dice que buckethead consiguió la libertad a la edad de 17 años, compró una guitarra y gracias al Coronel Sanders se convirtió en una estrella

## Video
El video muestra a al principio a claypool cantando en gallineros y cuanto empieza la guitarra muestran a buckethead con un traje amarillo en diferentes lados (encima de un gallinero, de una ciudad, etc) tocando la guitarra y bailando, al final del video se le ve parado encima de la ciudad.
- Datos: Q6145530